# 合同記号
合同記号（ごうどうきごう）は、元来、合同式の合同（モジュロ）を表すための記号であり、「≡」(コングルエント)が使われる。
記号「≡」は、それ以外に、以下の意味:
- （幾何学的な）合同
- 恒等式
- 定義
- 同値

でも使われる。これらは、記号「≡」を使う以外の記法もあるので、必要に応じ、それらの記法についても述べる。
文字名称は、UnicodeとJIS X 0213では「identical to」（～に恒等である）、日本語では「常に等しい/合同」とも呼ばれる。

## 各々の意味

### 合同式
整数論にて、合同記号の左右の整数の値を括弧内のmodで示した値で割った余りが等しいことを示す「合同式」に用いられる。

#### 歴史
カール・フリードリヒ・ガウスは、1801年に『Disquisitiones Arithmeticae』で数の合同の記号として使用した。当時の形は
{\displaystyle a\equiv b\quad ({\text{mod.}}\ m)}
{\displaystyle a\equiv b\quad ({\text{modo}}\ m)}
だった。

#### 使用例
{\displaystyle a\equiv b\mod m}
{\displaystyle a\equiv b{\pmod {m}}}
{\displaystyle a\equiv b\ {\bmod {\ }}m}
{\displaystyle a\equiv b\ (m)}
などはいずれも、「a と b は m を法として合同である」すなわち「a と b の各々を m で割った余りが等しい」ことを意味する。ここで、「合同記号」とは「≡」のみのことであり、「mod」は含めない。
法が文脈から明らかだったり、法によらず合同式が成立する場合は、
{\displaystyle a\equiv b}
と法を省略できる。

### 幾何学的な合同

#### 歴史
ゴットフリート・ライプニッツは、1710年にベルリン大学のジャーナル誌であるベルリン論集(Miscellanea Berolinensia)に発表したMonitumで、「≃」（1本線の上にチルダ）を図形の合同を表す目的として使用した。
ヨハン・フリードリッヒ・ハセラーは、1777年にAnfangsgründe der Arith., Alg., Geom. und Trigで「≌」（等号の上に逆チルダ）を使用した。
1824年にカール・モルワイデが、逆チルダをチルダに変更した「≅」（等号の上にチルダ）を使用するようになった。

#### 現在の用法
現在、多くの国で、モルワイデの「≅」（等号の上にチルダ）を使う。
例外的に、日本・韓国では、もっぱら「≡」（3本線）を使う。合同記号として「≡」を用いたのはボーヤイ・ヤーノシュである。
ハセラーの「≌」（等号の上に逆チルダ）を使うこともある。
2次元図形に対して使う機会が多いが、3次元以上の場合にも同じ記号が用いられる（1次元以下にも理論上定義できるが使う意義はほとんどない）。

#### 使用例
{\displaystyle \triangle \mathrm {ABC} \equiv \triangle \mathrm {DEF} }
{\displaystyle \triangle \mathrm {ABC} \cong \triangle \mathrm {DEF} }
はいずれも、「三角形ABCと三角形DEFが合同である」ことを意味する。なお、これを
{\displaystyle \triangle \mathrm {ABC} =\triangle \mathrm {DEF} }
と書くと、「三角形ABCと三角形DEFは面積が等しい」という意味になる。

### 恒等式
左辺と右辺が常に等しい「恒等式」を表す。ベルンハルト・リーマンが1899年に『楕円関数論』で使用した。
たとえば:
{\displaystyle ab\equiv ba}
は「常に ab = ba である」ことを表す。

### 定義する
左辺を右辺の式で定義するときに使う。これには、「≔」（等号の左にコロン）、「≜」（等号の上に三角形）、「≝」（等号の上に「def」）も使われる。
たとえば:
{\displaystyle f(x)\equiv x^{2}}
{\displaystyle f(x):=x^{2}}
{\displaystyle f(x)\triangleq x^{2}}
{\displaystyle f(x){\overset {\underset {def}{}}{=}}x^{2}}
{\displaystyle f(x){\overset {\underset {\mathrm {def} }{}}{=}}x^{2}}
はいずれも、「f(x) を x2 と定義する」あるいは「定義により f(x) = x2 である」ことを意味する。

### 同値
左辺と右辺の命題もしくは論理式が同値であることを表す。E・H・ムーアや、アルフレッド・ノース・ホワイトヘッドとバートランド・ラッセルが、1910年に使用した。
他に、「=」（等号）、「⇔」（二重左右矢印）、「⟺」（長い二重左右矢印）、「↔」（一重左右矢印）、「⇌」（右向きと左向きの半分の矢印を上下に重ねたもの）も使う。
たとえば:
{\displaystyle P\equiv Q}
{\displaystyle P=Q}
{\displaystyle P\Leftrightarrow Q}
{\displaystyle P\Longleftrightarrow Q}
{\displaystyle P\leftrightarrow Q}
{\displaystyle P\rightleftharpoons Q}
はいずれも、「P と Q が同値である」ことを意味する。

## 合同否定
「≢」は、UnicodeとJIS X 0213では「not identical to」（恒等でない）、日本語では「合同否定」とも呼ばれる。
「A ≢ B」は、「A ≡ B でない」ことを意味する。たとえば:
{\displaystyle a\not \equiv b\mod m}
は、「a と b は m を法として合同でない」すなわち「a と b の各々を m で割った余りが異なる」ことを意味する。

## 符号位置
| 記号 | Unicode | JIS X 0213 | 文字参照         | 名称                                               |
| ---- | ------- | ---------- | ---------------- | -------------------------------------------------- |
| ≡    | U+2261  | 1-2-65     | &#x2261; &#8801; | 常に等しい、合同 identical to                      |
| ≃    | U+2243  | 1-2-76     | &#x2243; &#8771; | 漸進的に等しい、ホモトープ asymptotically equal to |
| ≅    | U+2245  | 1-2-77     | &#x2245; &#8773; | 同形 approximately equal to                        |
| ≌    | U+224C  |            | &#x224C; &#8780; | すべて等しい all equal to                          |
| ≢    | U+2262  | 1-2-75     | &#x2262; &#8802; | 合同否定 not identical to                          |

※欧米では、相似関係を表すのに「∽」ではなく「～」が一般的に使用されているため、≌は≅と表すこともある。